# 追い出し部屋
追い出し部屋（おいだしべや）とは、日本の企業や団体において、従業員・職員を自己都合退職（または退職金支払い回避などのための懲戒解雇）に追い込み、会社都合退職させないために配属させる部署、または既属部署から頻繁に呼び出す部屋。「無期雇用の従業員を容易に解雇できない規制」または「割増による退職金の支給」を免れるため、一部の企業で脱法的に設けられる。
表向きの名称としては、配属する場合は人材強化センター、キャリアデザイン室など、既属部署から呼び出す場合はコーチングルーム、ワーク・ライフ・バランス相談室などと通称されることがある。後者の「コーチング」や「ワーク・ライフ・バランス」の場合は組織開発と称して面談を外部に委託し、候補者以外の社員も一通り呼び出して対象者を絞り込んでいくやり方がとられることもある。

## 概要
雇用者側が「合法的に」従業員を解雇や降格するためには、労働契約法に定められた「合理的理由のない解雇は無効」「権利濫用の禁止の原則」をクリアする必要がある。すなわち判例により整理解雇を実施するために満たさなければならないとされた「人員削減の必要性」「解雇を回避する努力の有無」「対象者選定の合理性」「手続きの妥当性」の4要件が必要とされる。また、職務遂行能力欠如を理由とする普通解雇は、判例では「改善意欲が完全に欠如している従業員であり、会社が様々な対策を取っても全く改善されず、雇用維持が困難と社会通念上相当と認められる場合」に限られている。
経営側にとって普通解雇や降格が困難と考えられ、裁判で解雇・降格が無効となった場合には未払い賃金のコストや損害賠償が増大するリスクもあるため、従業員を「自己都合退職」させるように仕向けることがリスクの少ない方法と考えられている。
辞めさせたい従業員に積極的に自己都合による退職に追いやる一つの手法が「追い出し部屋」であり、日本では1990年代以降業績の悪化した大手企業に多く存在するようになった。また追い出し部屋に類似する例として、相鉄HDのように本来の業務とは無関係の畑違いな職種へ出向（バス運転手にバス会社以外のホテルやスーパー業、駅の清掃）させるケースもある。さらにそれまでの業務とは全く無関係で、従業員の適性や特性を無視した部署（例えば、新たに作られた飛び込み営業専門の部署に異動させ、過重なノルマを与えて従業員を退職に追い込む）に配置転換するケースも、追い出し部屋に類似するケースといえる。
2015年4月には、大和証券とそのグループ会社の日の出証券が、共同で従業員を退職させようと追い出し部屋に移動させたことが「嫌がらせであり違法」であるとして、大阪地方裁判所が被害者に約150万円の支払いを命じている。
漫画家の藤子不二雄Aは、1972年に『藤子不二雄Aブラックユーモア短編』で、いち早くこの問題を題材とした「なにもしない課」を作品化している。

## 手法
- 退職に追い込みたい従業員に対し、事前に労働時間の延長・短縮、一時帰休、賃下げを伴う時短、年俸制導入による実質賃下げといった下地を作り、社内に危機感を煽り、従業員に「早く別の仕事を見つけた方がいい」という意識を芽生えさせる。経営側は、退職されると不都合になる従業員には事前に声をかけて根回しを行い、退職に追い込みたい従業員をグループ化して差別化を図る。
- 会社が募集する希望退職に応じない従業員や、ノルマが達成できなかったり怪我・病気・高齢化などで戦力外となった従業員を、仕事がなかったり単純労働しかなかったりする部署（同一部署でも仕事を与えず無意味なことをさせる）に異動させ、自主退職を選ばざるを得なくなるようにする[3][4]。
- 他の部署からの応援要請に応えるなどの名目的な部署目的を掲げながら何もせず、実際には自分自身が社外での自分の出向先や転籍先などを見つけることを業務内容とするケースもある。

## 名称
企業によっては、一見するとあたかも「企業の一部署」、または「社員研修の一つ」らしい名称を用いていることもある。
しかし、名刺がなかったり社内の内線番号表に載っていないなど不自然な部署に所属させる、再教育と言いつつ業務とは無関係な肉体労働（職場の掃除・草むしりなど）をさせる、ただひたすら上層部が罵倒する、送受信したメールはすべて人事部が監視し、パソコンは社内の情報から遮断され、今まで所属していた部署の情報も一切見られなくなる、仕事がない部署でも勝手な外出や居眠りなどをしていないか確認するため監視カメラを付ける、昔の同僚と廊下などで会っても「関わったら自分も同じ目に遭う」と恐れられ孤立するなどの事例が指摘されている。
- 名称の一例
  - 特命係（相棒）
  - キャリア開発室（ソニーが用いている名称）
  - キャリア支援機構
  - キャリア開発センター
  - キャリアステーション室
  - パソナルーム（セガ・エンタープライゼス[7]が用いている名称）
  - プロジェクト支援センター
  - 事業・人材強化センター
  - 企業開拓チーム
  - 人財部付
  - 面談部屋（JALが用いている名称）
  - 日勤教育（JRが用いている名称）
  - 訓練道場（郵便局が用いている名称）
  - キャリアフォロープログラム（富士通が用いている名称）